# Classic (snooker)
Classic – profesjonalny turniej snookera, który po raz pierwszy odbył się w 1980 roku, status turnieju rankingowego uzyskał w 1984 roku, a ostatni raz odbył się w 1992 roku. Rekordzistą turnieju jest Anglik Steve Davis, który odniósł sześć zwycięstw i który w edycji z 1982 roku zagrał także pierwszego oficjalnie uznanego maksymalnego breaka.

## Historia

### Początki
Turniej rozpoczął się w styczniu 1980 roku, kiedy rozgrywano go w New Century Hall w Manchesterze jako turniej zaproszeniowy dla ośmiu graczy. Był on nagrywany i później transmitowany przez Granada Television. Pierwszą edycję wygrał Anglik John Spencer, pokonując Alexa Higginsa 4-3. W grudniu tego samego roku odbyła się druga edycja w Farnworth koło Bolton, w której Steve Davis wygrał z Dennisem Taylorem 4-1.
Po tym, jak sponsorem pierwszych dwóch edycji była firma Wilsons, w 1982 roku rolę tę przejęła Łada, radziecka firma wytwarzająca samochody. Turniej odbył się ponownie jako turniej zaproszeniowy dla ośmiu zawodników w Queen Elizabeth Hall w Oldham i po raz pierwszy był transmitowany w telewizji. W meczu ćwierćfinałowym Steve Davis uzyskał pierwszego oficjalnie uznanego maksymalnego breaka, czyli najwyższego możliwego w snookerze, w zawodowym turnieju, grając przeciwko Johnowi Spencerowi. Później Davis przegrał finał 8-9 z Terrym Griffithsem. W 1983 roku turniej przeniósł się do Spectrum Arena w Warrington, a liczba uczestników wzrosła do 16 graczy. Steve Davis wygrał turniej po raz drugi, pokonując Kanadyjczyka Billa Werbeniuka 9-5.

### Turniej rankingowy

Logo turnieju w latach 1982–1984

W 1984 roku turniej został otwarty dla wszystkich profesjonalnych graczy i podniesiony do rangi turnieju rankingowego. Po raz ostatni jego sponsorem była Łada. W finale Steve Davis wygrał turniej po raz drugi z rzędu, pokonując nieznacznie swojego przyjaciela Tony’ego Meo 9-8. Rok później sponsorem turnieju została firma Mercantile Credit, która rozdysponowała nagrody pieniężne o łącznej wartości 200 000 funtów. Zwycięzcą został Willie Thorne, który pokonał Kanadyjczyka Cliffa Thorburna 13-8. Rok później Thorburn ponownie dotarł do finału, w którym przegrał z Jimmym White’em 12-13.
Od 1987 roku turniej przeniósł się do Blackpool, gdzie pierwsze rundy sezonu i wszystkie pozostałe mecze od 1/8 finału rozgrywano w Norbreck Castle Hotel. Zwycięzcą okazał się ponownie Steve Davis, który w finale pokonał zeszłorocznego zwycięzcę White’a 13-12. W następnym roku Davis zwyciężył ponownie, pokonując Johna Parrotta 13-11.
W 1989 roku Doug Mountjoy wygrał swój drugi turniej rankingowy z rzędu, po tym jak sześć tygodni wcześniej wygrał UK Championship, w finale, w którym zmierzyli się wyłącznie Walijczycy, z Wayne'em Jonesem. Rok później dwóch z 16 najlepszych graczy światowego rankingu, Steve James i Steve Davis, dotarło do ćwierćfinałów; Ostatecznie James pokonał Australijczyka Warrena Kinga 10-6 i wygrał swój jedyny turniej rankingowy.
W 1991 roku turniej przeniósł się do Bournemouth International Centre, gdzie w finale Jimmy White pokonał Stephena Hendry’ego 10-4. W kolejnym roku Steve Davis wygrał turniej po raz szósty, ponownie pokonując w finale Stephena Hendry’ego wynikiem 9-8.
Po zakończeniu sponsoringu przez Mercantile Credit i zwiększonej liczbie turniejów zagranicznych turniej Classic został odwołany, a pierwszym turniejem roku został Welsh Open.

## Zwycięzcy
| Rok                     | Miejsce                                        | Zwycięzca               | Wynik                   | Finalista               | Sponsor                 | Sezon                   | Przypisy                |
| Classic (nierankingowy) | Classic (nierankingowy)                        | Classic (nierankingowy) | Classic (nierankingowy) | Classic (nierankingowy) | Classic (nierankingowy) | Classic (nierankingowy) | Classic (nierankingowy) |
| ----------------------- | ---------------------------------------------- | ----------------------- | ----------------------- | ----------------------- | ----------------------- | ----------------------- | ----------------------- |
| 1980 (styczeń)          | Manchester – New Century Hall                  | John Spencer            | 4-3                     | Alex Higgins            | Wilsons                 | 1979/80                 | [ 3 ] [ 4 ]             |
| 1980 (grudzień)         | Farnworth – Blighty’s                          | Steve Davis             | 4-1                     | Dennis Taylor           | Wilsons                 | 1980/81                 | [ 5 ] [ 6 ]             |
| 1982                    | Oldham – Queen Elizabeth Hall                  | Terry Griffiths         | 9-8                     | Steve Davis             | Lada                    | 1981/82                 | [ 7 ] [ 8 ]             |
| 1983                    | Warrington – Spectrum Arena                    | Steve Davis             | 9-5                     | Bill Werbeniuk          | Lada                    | 1982/83                 | [ 9 ] [ 10 ]            |
| Classic (rankingowy)    |                                                |                         |                         |                         |                         |                         |                         |
| 1984                    | Warrington – Spectrum Arena                    | Steve Davis             | 9-8                     | Tony Meo                | Lada                    | 1983/84                 | [ 11 ] [ 12 ]           |
| 1985                    | Warrington – Spectrum Arena                    | Willie Thorne           | 13-8                    | Cliff Thorburn          | Mercantile Credit       | 1984/85                 | [ 13 ] [ 14 ]           |
| 1986                    | Warrington – Spectrum Arena                    | Jimmy White             | 13-12                   | Cliff Thorburn          | Mercantile Credit       | 1985/86                 | [ 15 ] [ 16 ]           |
| 1987                    | Blackpool – Norbreck Castle Hotel              | Steve Davis             | 13-12                   | Jimmy White             | Mercantile Credit       | 1986/87                 | [ 17 ] [ 18 ]           |
| 1988                    | Blackpool – Norbreck Castle Hotel              | Steve Davis             | 13-11                   | John Parrott            | Mercantile Credit       | 1987/88                 | [ 19 ] [ 20 ]           |
| 1989                    | Blackpool – Norbreck Castle Hotel              | Doug Mountjoy           | 13-11                   | Wayne Jones             | Mercantile Credit       | 1988/89                 | [ 21 ] [ 22 ]           |
| 1990                    | Blackpool – Norbreck Castle Hotel              | Steve James             | 10-6                    | Warren King             | Mercantile Credit       | 1989/90                 | [ 23 ] [ 24 ]           |
| 1991                    | Bournemouth – Bournemouth International Centre | Jimmy White             | 10-4                    | Stephen Hendry          | Mercantile Credit       | 1990/91                 | [ 25 ] [ 26 ]           |
| 1992                    | Bournemouth – Bournemouth International Centre | Steve Davis             | 9-8                     | Stephen Hendry          | Mercantile Credit       | 1991/92                 | [ 27 ] [ 28 ]           |